# Carpa-do-limo
A carpa-do-limo (Ctenopharyngodon idella) é uma espécie de peixe de água doce da família  dos ciprinídeos, nativa da China e este da Sibéria. Em Portugal é uma espécie invasora.

## Habitat
A carpa-do-limo vive em rios com pouco caudal e lagos, com vegetação abundante. Alimenta-se de plantas aquáticas, mas também de detritos, insetos e outros invertebrados.